# Гаврасы

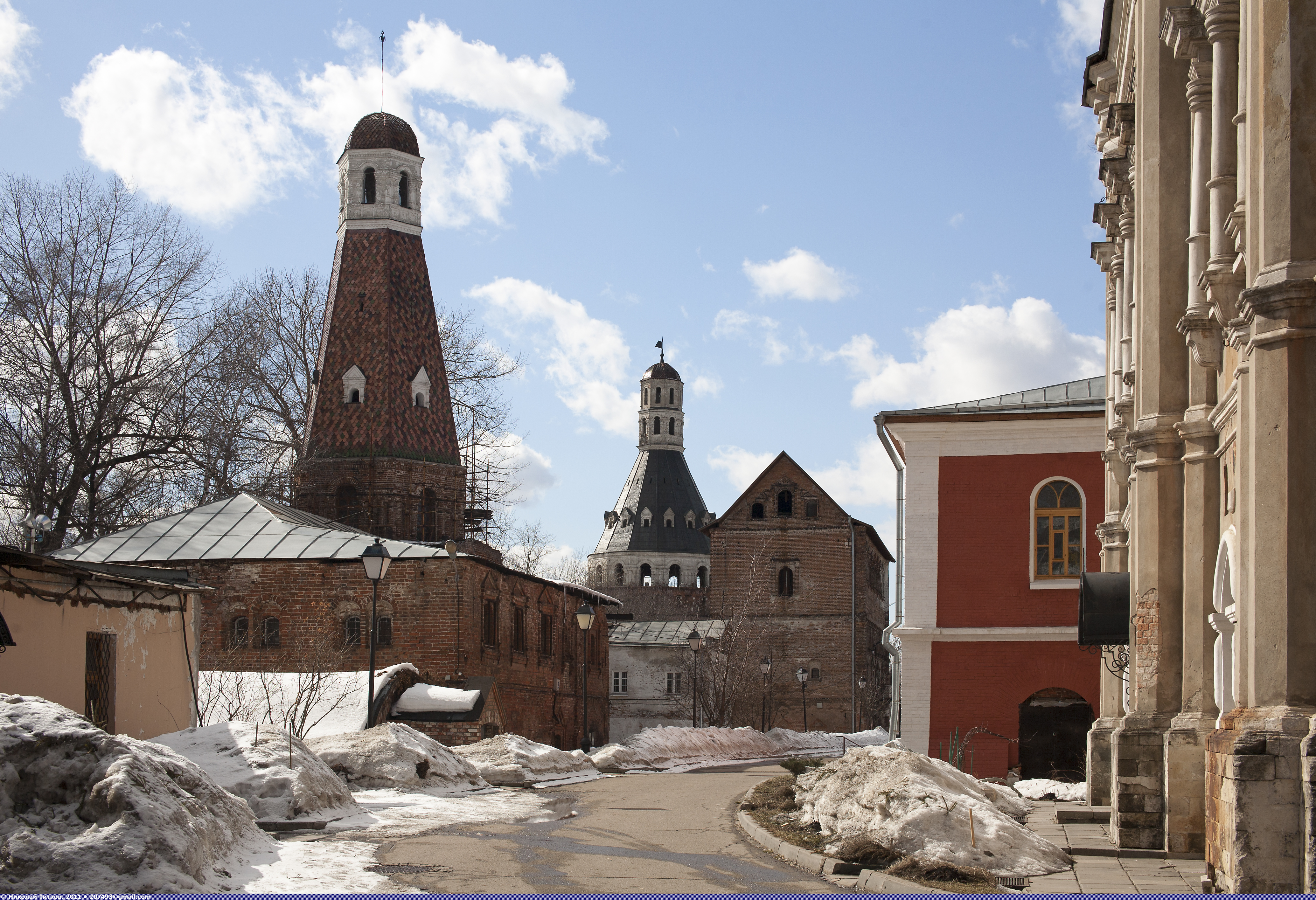
Симонов монастырь, основанный потомками грека Ховры (Гавры) на его подмосковных землях и веками служивший их усыпальницей.

Гаврасы (Гавры или Хаврасы) — византийский аристократический род. Представители рода были отмечены в Малой Азии, Западной и Северо-Восточной Армении. Семья была известна своими антиимперскими настроениями.

## Происхождение
Современные исследователи предполагают армянское происхождение рода. Фамилия семьи согласно разным источникам могла быть связана с местом, откуда произошла семья. В связи с чем назывались армянская область Гаврек в Цопке (она же Армения IV), и некий город в Персиде.
Александр Васильев, основываясь на родственных связях Гаврасов с Таронитами, имя Гаврас считает армянским. Эту точку зрения поддерживал и Анатолий Якобсон прямо называя род Гарасов-Таронитов армянским. Александр Каждан и Бояна Крсманович, считали род предположительно армянским, при этом отмечая, что не существует определенных свидетельств этому. Энтони Брайер акцентировал внимание на том, что в «Словаре армянских личных имен» Рачия Ачаряна имени Гаврас — нет. По его словам в названии семьи присутствовало распространенное в арабском, персидском и турецком языках слово, обозначающее чужака другой веры живущего среди мусульман. В свою очередь Рачья Бартикян не ставя под сомнение армянское происхождение рода отмечал, что Байер не нашёл имя Гаврас в словаре армянских личных имен, лишь потому что произносил его неправильно, в противном случае оно им было бы обнаружено. Согласно ему же фамилия происходит от переведенного на греческий язык армянского имени, которое в армянском языке изначально было прилагательным — «гордый», «грозный» или «храбрый».

## История
В период с IX по XI век число армян в византийской армии и на руководящих постах империи составляло порядка 25 %, а то и больше. В XI—XII веках, в период ряда сокрушительных поражений и территориальных потерь, в Византии имелось порядка трех сотен аристократических родов, из которых до 15 % составляли потомки выходцев из Армении, или арменизированных районов империи.
Гаврасы известны со второй половины X века, как крупные землевладельцы в Халдии, Колонее и Армениаке. Опираясь на местные ополчения, Гаврасы контролировали плодородные долины и горные перевалы, открывающие доступ к черноморскому побережью, и защищали их от сельджуков и Данышмендидов. Стремились к автономности своих владений и не раз участвовали в восстаниях против византийского императора. Со временем часть рода перешла на византийскую службу, другая часть — на сторону сельджуков, где в XII—XIII веках играли большую роль. Со временам часть семьи, главным образом та, что вела свою деятельность в Византии и Греции, была эллинизированна, а та, которая перебралась в Крым стала феодалами княжества Феодоро. Сохранился до наших дней топоним Гавро (ныне Плотинное) в Бахчисарайском районе - село входившее в их владения.
Позднее их потомки перешли на русскую службу, русифицировались и предположительно положили начало русскому боярскому роду Ховриных и его продолжениям, Третьяковым и графам Головиным. Возможно, некоторая часть из тех Гаврасов, что находились на службе у сельджуков, приняв ислам, отуречились. Согласно Рачье Бартикяну Гаврасов своё этническое лицо могли сохранить только те, которые находились в армянских регионах Малой Азии и непосредственно в Армении. В отличие от других представителей своего рода, они имели постоянную связь со своими сородичами, с армянским населением регионов. В Армении Гарасы прослеживаются вплоть до XVI века, где упоминаются в памятной записи от 1545 года, оставленной в армянском евангелии 1450 года

## Известные представители

### Византия
- Константин Гаврас (? — 979) — правитель Трапезунда, участвовал в заговоре против византийского императора.
- Гавр — болгарский полководец, находившийся на службе у Византии. В 1018 году неудачно пытался поднять восстание болгар. Был ослеплён в Фессалониках[1].
- Михаил Гаврас — военачальник; участвовал в 1040 году заговоре против византийского императора.
- Феодор Гаврас (? — 1098) — дука Трапезунда; мученик; святой православной церкви (византийской традиции).
  - Григорий Гаврас — дука Халдии. Сын Феодора Гавраса.
  - Константин Гаврас — дука Халдии. Последний из рода Гаврасов, правитель Трапезунда. Племянник Феодора Гавраса.
- Михаил Гаврас — пансеваст и дука Сирмия.
- Михаил Гаврас — севаст, полководец. В 1166 году был дукой Придунавья.
- Михаил IV Гаврас (? — ранее 1346) — был сакеллием храма Св. Софии в Константинополе.
- Иониакий Гаврас — севаст, действовавший в районе Милета в конце XII века.

### Сельджукские государства
- Ихтияруддин Хасан (? — 1189) — визирь (хаджиб) иконийского султана Кылыч-Арслана II.
- Иоанн Гаврас — христианин-вельможа на службе у иконийского султана Кей-Кубада I (1219—1236), посол султана в Европе. Последний, из рода Гаврасов, служивший при дворе сельджукских султанов[11]

### Армения
- Василий Гаврас — шахиншах, к 1305 году правил в регионе Сагик
- Михаил Гаврас (? — после 1256) — врач[11]
- Курд Гаврас — амир округа Карин
- Васак Гаврас — градоначальник Тифлиса. Амир округа Карин[10]
- Саргис Гаврас — амир округа Карин
  - Хаврас — князь князей, сын Саргиса Гавраса
    - Сасна — князь, сын Хавраса